# Kostel Nanebevzetí Panny Marie (Dobronice)
Kostel Nanebevzetí Panny Marie v Dobronicích u Bechyně je raně gotický římskokatolický kostel. Nachází se na okraji obce poblíž zříceniny dobronického hradu nad vysokým zalesněným srázem nad řekou Lužnicí v Dobronicích u Bechyně v okrese Tábor v Jihočeském kraji. Od roku 1958 je chráněn jako kulturní památka České republiky.

## Historie

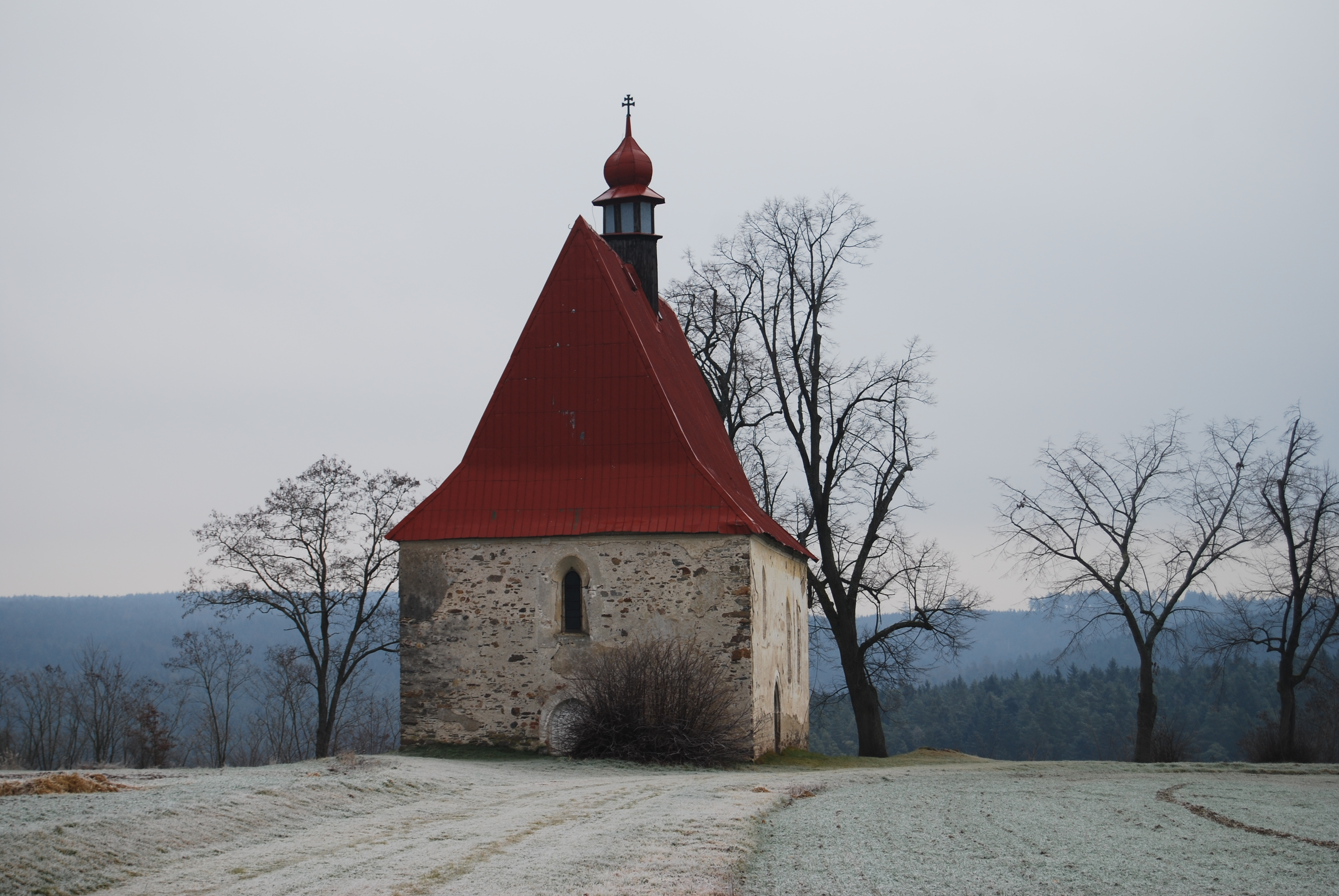
Kostel Nanebevzetí P. Marie v Dobronicích

Kostel je poprvé zmiňován už roku 1350. Během husitských válek byl opuštěn. Od roku 1667 zde sloužili mše jezuité, kteří zejména v létě využívali dobronické panství včetně hradu. V souvislosti s opravou hradu v 16. a 17. století se dočkal oprav i kostel.

## Interiér
Kostel je jednolodní a jeho loď je plochostropá, presbytář je zaklenut sklípkovou klenbou. Vnitřní zařízení je barokní. Nachází se zde socha Panny Marie z konce 17. století.
V kostele je umístěn varhanní positiv z původního městského kostela sv. Bartoloměje v Milevsku (z doby před přestavbou). Positiv zhotovil Bedřich Semrád a je zachován s původní rejstříkovou disposicí: Copula maior, Copula minor, Principal, Quinta, Sedecima, Mixtura.
V kostele se konají příležitostné bohoslužby, např. během srpnové Dobronické poutě.